# Oedi
De Oedi of Oeti of Oedin zijn een oud volk dat in de Kaukasus woonde en woont. Zij leven nu vooral in Azerbeidzjan, maar zijn ook verspreid over andere landen. Ze zijn in totaal nog met 10.000 en spreken een eigen taal, die behoort tot het Lezgisch. Er zijn twee belangrijke dialecten: Nij en Vartashen.

## Geschiedenis
De Oedi zijn voor het eerst vermeld door Herodotus in de 5e eeuw v.Chr. Hij schreef dat ze bij de Slag bij Marathon in 490 v.Chr. meevochten met de 9e satrapie van het Perzisch leger tegen de Grieken. Ook Strabo in zijn Geographica uit de 1e eeuw v.Chr. beschrijft ze rond de Kaspische Zee en Kaukasisch Albanië. De term Oedi komt voor het eerst voor bij Plinius de Oudere. Ook Ptolemaeus en Gaius Asinius Quadratus schreven over de Oedi. De Oedi hebben zich tussen de 5e en de 8e eeuw bekeerd tot het Christendom. In die tijd maakten ze deel uit van het koninkrijk Kaukasisch Albanië. Toen dat rijk ten onder ging, trokken ze zich terug in bergachtige gebieden, en ontkwamen zo aan de islamisering.
In 2021 haalde de regering van Azerbeidzjan de Oedi naar voren als oorspronkelijke bewoners van Nagorno-Karabach. De Armeniërs in Nagorno-Karabach zouden volgens de Azerbeidzjaanse lezing door de Russen in de 19e eeuw daarheen zijn overgebracht, en die zouden de kerken en kloosters van de Oedi Armeens hebben gemaakt. Deze lezing wordt niet door historici ondersteund, en wordt gezien als oneigenlijke culturele toe-eigening van Armeens cultureel erfgoed door Azerbeidzjan.

## Verspreidingsgebied
De meeste Oedi leven in Azerbeidzjan maar kennen ook in andere landen van de voormalige Sovjet-Unie geconcentreerde gemeenschappen:
- Azerbeidzjan: district Gabala, voornamelijk in het dorp Nij.
- Rusland: kleine groepen in met name:
  - Oblast Rostov (Sjachty, Taganrog, Rostov aan de Don, Azov, Aleksandrovka)
  - Kraj Krasnodar (Krasnodar, delen van de districten Dinskaja, Leningrad, Koesjtsjovski)
  - Kraj Stavropol (Mineralnye Vody, Pjatigorsk)
  - Oblast Wolgograd (Wolgograd, Doebovy Ovrag)
  - Oblast Sverdlovsk en verder in de steden Ivanovo, Kaloega, Moskou, Sint-Petersburg en Astrachan
- Georgië: in Zinobiani, gemeente Kvareli (95%), Tbilisi
- Kazachstan: Aqtau
- Oekraïne: Charkiv.